# Estadio Corona (1970)
Het Estadio Corona is een multifunctioneel stadion in Torreón, een stad in Mexico.
Het stadion wordt vooral gebruikt voor voetbalwedstrijden, de voetbalclub Santos Laguna maakt gebruik van dit stadion. In het stadion is plaats voor 18.050 toeschouwers.
Bij de bouw is architect Arturo Martinez Ayabar betrokken geweest. Het stadion werd geopend op 2 juli 1970. Bij de openingswedstrijd speelde Torreón tegen Chivas. Francisco Jara scoorde het eerste doelpunt. 
Tussen 1970 en 1986 heette dit stadion Estadio Moctezuma. In 1986 werd de naam veranderd vanwege Grupo Modelo, die onder andere coronabier maakt. Op 1 november 2009 speelde de club Santos hier de laatste wedstrijd, een gelijkspel tegen Pumas.
Het stadion werd gesloten en afgebroken. Er werd een nieuw stadion met dezelfde naam gebouwd.